# Concilio de Vienne
El Concilio de Vienne fue un concilio ecuménico de la Iglesia católica que se celebró en la ciudad francesa de Vienne (Francia), en la catedral de San Mauricio, entre el 16 de octubre de 1311 y el 6 de mayo de 1312. Es considerado como el XV Concilio Ecuménico, aceptado solo por la Iglesia Católica, y el séptimo de los celebrados en Occidente.

## Antecedentes históricos

### Conflicto entre Bonifacio VIII con Felipe IV de Francia
Con Bonifacio VIII, el papado alcanza el más alto grado de poder autoritario, quien por medio de la bula Unam Sanctam confirmaba la teoría, ya antigua, de las dos espadas puestas en manos del pontífice romano, a saber: la espada espiritual y la espada temporal. Ambas espadas hacen referencia a los dos poderes característicos de la Edad Media, el poder espiritual del Papa, que se encuentra por encima de todos; y el poder temporal de los reyes, que está sujeto al primero y se ejerce en beneficio del mismo. En parte era una respuesta a las pretensiones políticas de Felipe IV de Francia sobre la Iglesia. El rey arremetió contra el papa con una serie de falsas acusaciones y lo indispuso con los súbditos de su reino. Bonifacio por su parte, estando en la ciudad de Anagni, se disponía a escribir una carta de excomunión contra el rey, cuando se presentaron Guillermo de Nogaret y Sciarra Colonna a la cabeza de un grupo de mercenarios, enviados por Felipe, que retuvieron al papa por casi tres días, hasta que los habitantes de la ciudad le liberaron. A este acontecimiento se le conoce históricamente como el atentado de Anagni. Bonifacio morirá un mes después, al parecer a causa del disgusto sufrido.

### La política francesa
Para sostener las constantes guerras que el reino francés mantenía con otros señoríos y reinos vecinos, el rey Felipe el Hermoso, pretendió hacer tributar al clero de su territorio, lo que planteó conflictos entre los señores eclesiásticos y los oficiales reales, que en general se resolvieron en favor de la jurisdicción real, a pesar de las protestas de los obispos y del Papa. Es posible que dentro de estos intereses se encuentre también la causa de la reacción de Felipe contra los templarios. Algunos historiadores suponen que había quedado endeudado con ellos y no podía pagarles, otros en cambio, plantean que las numerosas riquezas que poseía la Orden del Temple eran codiciadas por el tesoro real. El rey ordenó, el 13 de octubre de 1307, el arresto de todos los templarios que se encontraban en territorio francés bajo la acusación de herejía. Los arrestados sumaban unos dos mil temparios, entre ellos el Maestre General de la Orden, Jacques de Molay.
La actuación del rey francés suponía una afrenta al Papa, de quien dependían directamente los templarios, pero este no reaccionó debido a las confesiones que Felipe IV le presentó como prueba. Dichas confesiones, obtenidas bajo tortura, presentan a los detenidos como culpables de los cargos de idolatría, sodomía, profanación de símbolos cristianos y negación de Cristo, entre otros; y hacen que Clemente V publique la bula Pastoralis praeminen, que decreta la detención de los templarios en todos los territorios cristianos.

### El dominio de Francia sobre el papado
Aunque el sucesor de Bonifacio VIII, Benedicto XI excomulgó a los cabecillas y los que participaron en el atentado de Anagni, absolvió al rey de Francia pero no cedió a las pretensiones del rey de hacer un juicio póstumo contra su predecesor. El papa murió con solo ocho meses de pontificado. Como sucesor fue elegido Clemente V, quien se mostró débil ante la presión que sobre él ejerció Felipe IV, quien lejos de facilitarle el gobierno, se lo dificultaba y entorpecía. El papa le hizo muchas concesiones al rey de Francia que le permitieron hacer más fuerte su poder sobre los asuntos de la Iglesia.

## Convocatoria

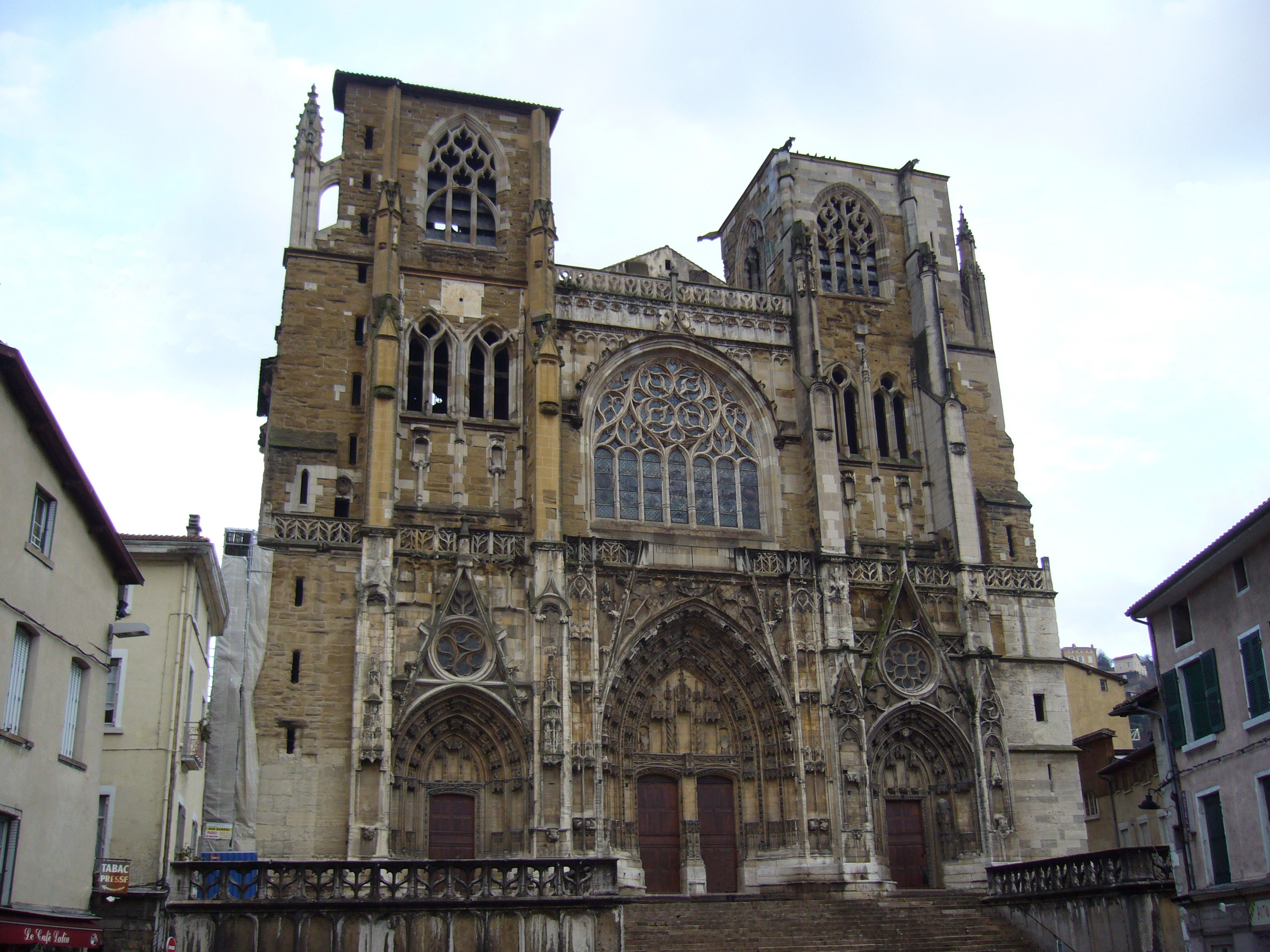
Exterior de la catedral de San Mauricio en Vienne.

El concilio fue convocado el 12 de agosto de 1308 por el papa Clemente V, quien se encontraba en Poitiers, mediante la publicación de la bula "Regnums in coelis". El lugar escogido fue la ciudad de Vienne, a orillas del Ródano. La bula citaba como razones la cuestión de la Orden del Temple, algunas cuestiones de fe, la reforma de la Iglesia y la reconquista de Tierra Santa.
A la asamblea no fueron convocados todos los obispos, como era la costumbre, sino aquellos que fueron concordados con el rey de Francia. En total, unos 230 obispos y 23 representantes de órdenes religiosas y legados del rey. La mayoría de los presentes eran franceses y en segundo lugar los italianos. A pesar de ello el Concilio es considerado por la Iglesia Católica como ecuménico, aun por la presencia de bien pocos de otras nacionalidades: castellanos, ingleses, aragoneses, etc.

## Desarrollo
El 16 de octubre de 1311, Clemente V da inicio al concilio con el discurso inaugural donde desarrollaba las ideas básicas de la convocación del mismo: la cuestión sobre los templarios, la reconquista de Tierra Santa y la reforma de costumbres y la libertad de la Iglesia. La ceremonia termina con la bendición papal.

### Supresión de los templarios
En la primera sesión del concilio se debatió fuertemente sobre la cuestión de los templarios. Pero las largas discusiones se llevaron todo el invierno de 1311-1312 sin dar sentencia alguna. Fue el papa quien por medio de un acto administrativo del 22 de marzo de 1312, presionado por Felipe el Hermoso, suprimió la Orden mediante la bula Vox in excelso, sin condenarla.
La Orden del Temple había sido fundada en 1119 con la finalidad de defender Tierra Santa, acumulando a lo largo de los años numerosas riquezas, gracias a los beneficios y exenciones fiscales otorgadas por los distintos monarcas cristianos. Cuando en 1291 cae San Juan de Acre, el último bastión cristiano en Tierra Santa, los templarios se trasladan a Europa y se convierten en los principales banqueros y prestamistas de las monarquías europeas, especialmente de la francesa, en cuyo territorio se localizaban sus mayores posesiones. Apremiado por Felipe, el Papa Clemente V procedió a convocar el concilio.
El 3 de abril de 1312, en la segunda sesión del Concilio, Clemente V anunció la transferencia de todos los bienes de la Orden del Temple a la de los caballeros de San Juan y órdenes militares, a través de las bulas Ad providam y Considerantes. En contra de la voluntad de Felipe quien quería los tesoros para la Corona francesa.

### El caso de Bonifacio VIII
Otra de las razones por la cual en 1308, Felipe IV se reunió en la ciudad de Poitiers con el entonces papa, Clemente V, fue la cuestión del pontificado de Bonifacio VIII. El rey francés quería que se declarara que este papa había sido nefasto para la Iglesia y que la actuación del rey francés había estado totalmente justificada. Así lo había hecho, absolviendo no solo al rey, sino levantando la excomunión de Guillermo de Nogaret y los participantes del atentado en Anagni.
El traslado de la sede papal a la ciudad de Aviñón, en territorio francés, en 1309, hizo que el papa cediese a las pretensiones de Felipe. En la primera sesión del Concilio, el rey presentó las acusaciones contra Bonifacio, sin embargo, las negociaciones extenuantes durante la misma resultaron fallidas y se concentraron más en la problemática de los templarios. Así el papa Clemente V para salvar la memoria de su predecesor, sacrificó a los templarios. Finalmente el concilio cerró el proceso contra Bonifacio sin veredicto.

### Otras decisiones
Se condenó a los seguidores de Pedro Juan Olivi quien encabezaba una facción radical dentro de la orden franciscana conocida como los Espirituales y cuya doctrina se basaba en la observancia de una pobreza extrema. 
Se llamó al orden a un grupo de begardos y beguinas seguidores de los escritos espirituales de Margarita Porete, acusados de dar vida al movimiento del Libre Espíritu.
Se decretó asimismo la creación de cátedras de griego, hebreo y árabe en las universidades, al constatarse que el conocimiento de dichas lenguas era imprescindible para la labor evangelizadora en Oriente y para el éxito de las cruzadas.
Finalmente se discutieron los temas que tenían que ver con la reforma de la Iglesia, in capite et in membris, es decir, de la cabeza y de los miembros del cuerpo, que es la Iglesia. Sin embargo hubo cierta resistencia a este tema de tal modo que en la sesión final del concilio se leyeron solo algunos decretos.